# Séverine Liénard
Séverine Liénard est une joueuse française de volley-ball née le 19 février 1979 à Valenciennes, Nord. Elle mesure 1,78 m et joue réceptionneuse-attaquante. En mai 2010, elle met un terme à sa carrière de joueuse professionnelle. Elle totalise 136 sélections en équipe de France.

## Clubs
| Club              | Pays      | De        | À         |
| ----------------- | --------- | --------- | --------- |
| UA Seyssins       | France    | 1993-1994 | 1994-1995 |
| ES Meylan         | France    | 1995-1996 | 1995-1996 |
| RC Villebon 91    | France    | 1996-1997 | 1996-1997 |
| Melun-La Rochette | France    | 1997-1998 | 2000-2001 |
| Béziers VB        | France    | 2001-2002 | 2006-2007 |
| NA Hambourg       | Allemagne | 2007-2008 | 2009-2010 |

## Palmarès
- Médaillée de bronze aux Jeux méditerranéens de 2001[1].
- Championne de France N2 2014-2015